# Berner Tagwacht
Die Berner Tagwacht war eine erst sozialdemokratische, dann links-grüne Schweizer Zeitung. Sie wandelte sich in ihrer über 100-jährigen Geschichte nach eigener Einschätzung «vom klassenkämpferischen Organ zur modernen, öko-sozialen Zeitung».

## Geschichte
Die Berner Tagwacht wurde 1892 von der Arbeiter-Union Bern, einer verschiedene Gewerkschaften und Arbeiterparteien umfassenden Organisation der Arbeiterbewegung, als Organ der Sozialdemokratischen Partei des Kantons Bern und als Nachfolgeblatt der ab 1888 von Albert Steck herausgegebenen Zeitung Der schweizerische Sozialdemokrat gegründet. (Dessen Jahrgang wurde im Zeitungskopf der Berner Tagwacht noch bis Ende 1954 fortgeführt.) Nach zwei Probenummern im Dezember 1892 erschien die Berner Tagwacht ab 4. Januar 1893 zweimal wöchentlich. Ab 1. Dezember 1906 kam sie als Tageszeitung heraus. Von 1909 bis 1918 machte der Chefredaktor Robert Grimm aus ihr ein führendes Kampfblatt der Arbeiterschaft, das im Ersten Weltkrieg auch international Beachtung fand und 1915 in Deutschland verboten wurde. Die Auflage betrug 1894 2'300 Exemplare, stieg bis 1918 auf 17'000 und in den 1930er Jahren sogar auf rund 20'000, fiel dann während der Weltwirtschaftskrise 1939 aber zurück auf 11'600 Exemplare. Danach stieg sie bis 1954 wieder auf 17'000 Exemplare an.

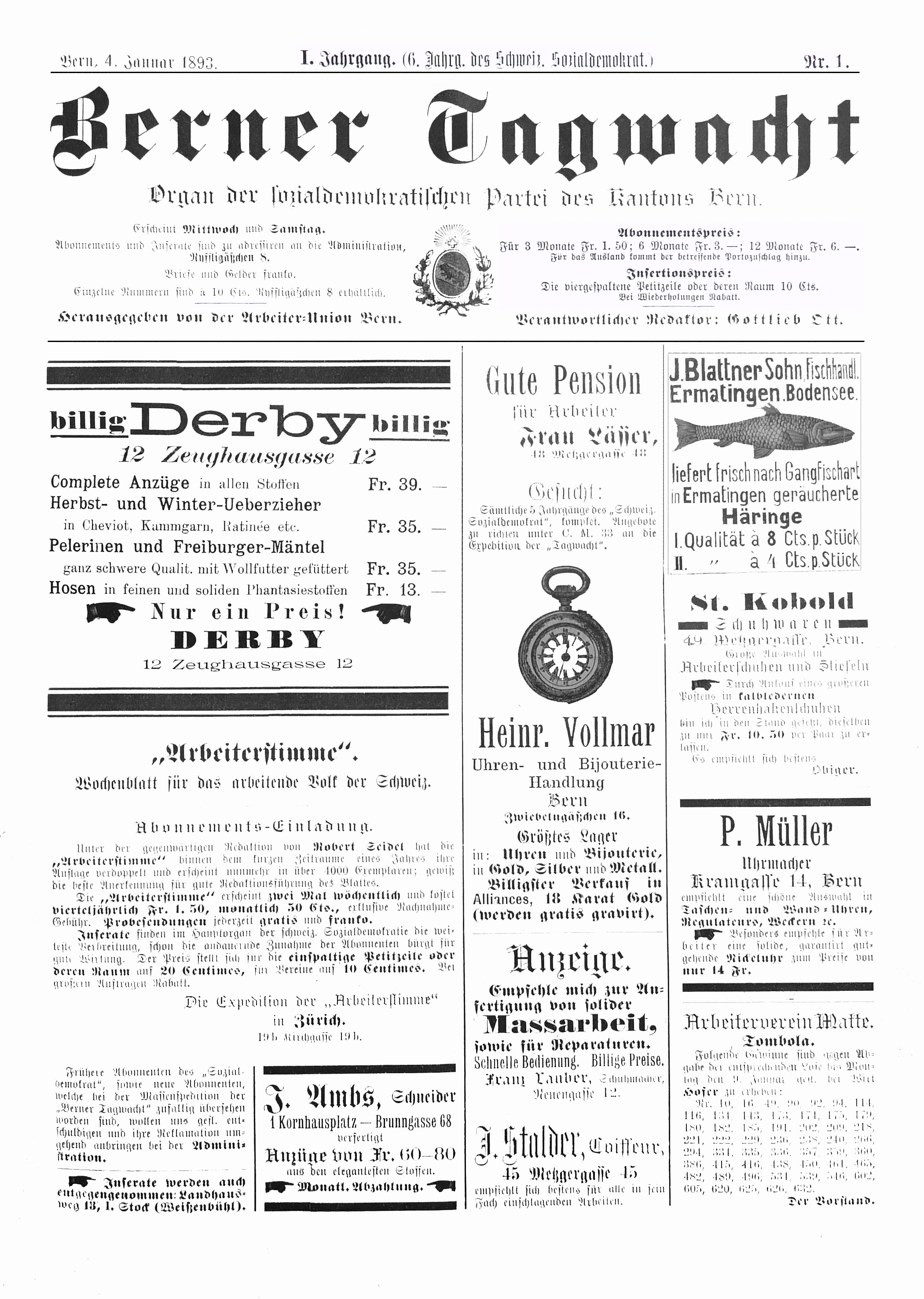
Frontseite der ersten Ausgabe der Berner Tagwacht vom 4. Januar 1893 (Quelle: Schweizerisches Sozialarchiv)

Als Untertitel führte die Berner Tagwacht unter dem in gotischer Schrift gesetzten Zeitungstitel bis Ende Februar 1909 «Organ der sozialdemokratischen Partei des Kantons Bern», danach mit dem nun in Frakturschrift gesetzten Zeitungstitel nur noch «Sozialdemokratisches Tagblatt» und ab Ende Februar 1912 bis Ende 1954 «Offizielles Publikationsorgan der sozialdemokratischen Partei der Schweiz» (ergänzt seit 1951 durch «und des Gewerkschaftskartells des Kantons Bern»). Danach entfiel der Untertitel.
1966 fusionierte die Berner Tagwacht mit der Seeländer Volkszeitung von Biel, womit sich die Auflage auf 19'000 Exemplare erhöhte. Die Zeitung nannte sich nach der Fusion nur noch Tagwacht (Berner Tagwacht und Seeländer Volkszeitung im Untertitel, mit neuem Zeitungstitel in einer Antiquaschrift), ab 1972 nur noch TW, ehe sie 1979 wieder zum alten Namen Berner Tagwacht zurückkehrte (wobei bis Ende 1987 der Zeitungstitel sogar wieder in einer Frakturschrift gesetzt war, mit rotem «Stempel» TW; im Textteil hatte die Berner Tagwacht schon Anfang 1952 die Fraktur durch die Antiqua abgelöst).
Die Berner Tagwacht hatte während ihres gesamten Bestehens immer wieder mit finanziellen Problemen zu kämpfen und stand mehrmals kurz vor der Einstellung. Anfang 1974 schrumpfte sie in der bisher schwersten finanziellen Krise ihrer Geschichte auf Druck der Herausgeberin, der Unionsdruckerei AG, auf ein noch fünfmaliges wöchentliches Erscheinen (die Samstagsausgabe entfiel) und montags bis donnerstags auf einen Umfang von nur noch zwei bis vier Seiten. Bereits gegen Ende Jahr erschien sie jedoch nach einem Wechsel zur Druckerei des Bunds auch am Samstag wieder, nahm an Umfang wieder zu und erschien nun am Morgen. Die Auflage war jedoch auf 7'000 Exemplare gesunken. Um ihr Überleben zu sichern, erliess sie Ende der 1980er Jahre einen der vielen Solidaritätsappelle ihrer Geschichte an SP-Mitglieder und Gewerkschafter.
Schon in den 1970er Jahren hatte die Tagwacht/TW Kooperationsverträge mit sozialdemokratischen Tageszeitungen anderer Kantone abgeschlossen, so mit der Basler Arbeiter-Zeitung bis 1984 und mit dem Freien Aargauer bis 1987.
1987 beschloss die Herausgeberin, die Bubenberg Druck- und Verlags-AG (vormals Unionsdruckerei AG), die seit Mitte 1982 die Berner Tagwacht wieder druckte, angesichts der Verluste die Herausgabe der Zeitung einzustellen. Die Redaktion lancierte darauf einen Aufruf für die Zeichnung von 2'000 neuen Abonnements. Obwohl nur 200 abgeschlossen werden konnten, konnte die Zeitung 1988, nun in der Basler Volksdruckerei und mit neuer Herausgeberschaft, der Berner Tagwacht AG, weitergeführt werden, nicht mehr als sozialdemokratische, sondern als links-grüne Zeitung in Selbstverwaltung der Angestellten. Die Mantelseiten bezog sie wieder von der Basler Arbeiter-Zeitung. Ein neuer Zeitungstitel, nun nicht mehr in Frakturschrift, unterstrich den Wandel. Gleichzeitig entfiel der Untertitel Seeländer Volkszeitung.
Nachdem die Berner Tagwacht 1991 eine von der Basler Volksdruckerei geforderte Preiserhöhung nicht akzeptiert hatte, wechselte sie im Frühling 1992 zur Druckerei der Schaer AG Thun in Uetendorf. Die Mantelseiten bezog sie neu von der Schaffhauser AZ bzw. von der später dafür gegründeten Mantaz AG in Schaffhausen, die den Mantel ausserdem für die Winterthurer AZ (ab 1997 Stadtblatt), die Ostschweizer AZ und die DAZ (vormals Volksrecht) lieferte. Gleichzeitig stellte die Redaktion auf Desktop-Publishing um, führte ein neues Layout ein und änderte erneut den Zeitungstitel. 1993 wiederholte die Zeitung den Aufruf zur Zeichnung von neuen Abonnements, nachdem die Inserateeinnahmen durch die Änderung der Werbestrategie der Grossverteiler, vermehrt in Fernsehkanälen statt der Presse zu inserieren, weiter abgenommen hatten. Das Resultat war diesmal besser, aber dennoch ungenügend.
1996 versuchte die Berner Tagwacht ein letztes Mal, mit einem Wechsel des Layouts und mehr Eigenleistungen neue und jüngere Abonnenten zu gewinnen. Die Zeitung nannte sich ab 25. April 1996 nun Berner Tagwacht – Die Neue. Aber auch diese Initiative brachte den erhofften Aufschwung nicht.
1997 musste die Berner Tagwacht ihr Erscheinen einstellen. Nachdem mit dem Übergang der Schaffhauser AZ von der Tages- zur dreimal wöchentlich erscheinenden Lokalzeitung Mitte 1997 die letzte der ursprünglich vier Partnerzeitungen für die Mantelseiten ausgefallen war und aufgrund der ungenügenden Inserateeinnahmen, verursacht auch von der bescheidenen Auflage von noch rund 5'700 Exemplaren, wären die Defizite untragbar geworden. Das Ende der Berner Tagwacht bedeutete das Ende der sozialdemokratischen oder linksalternativen Tagespresse in der Schweiz.
Unter dem Titel Die Hauptstadt wurde danach versucht, als Nachfolgeprodukt eine linke Wochenzeitung in Bern zu begründen, diese überlebte aber nur ein halbes Jahr. Unabhängig davon entstand 2022 ein Berner Onlinemedium mit dem Namen Hauptstadt.
Die Schweizerische Nationalbibliothek besitzt eine beinahe lückenlose Sammlung der Berner Tagwacht. Ein Teilarchiv (1966 bis 1998) der Zeitung befindet sich im Schweizerischen Sozialarchiv.
Seit Juni 2023 sind die Berner Tagwacht sowie ihr Vorläufer- und ihr Nachfolgetitel in digitalisierter Form auf e-npa.ch online zugänglich.

## Chefredaktoren
- 1893: Gottlieb Ott (war gleichzeitig und auch nach seinem Rücktritt Ende 1893 Schriftsetzer der Zeitung)
- 1894–1906: Carl Vital Moor (danach bis Ende 1914 Delegierter des Verwaltungsrates; ihm wurde immer wieder «undisziplinierte Arbeitsweise» vorgeworfen; der Disput, der entstand, nachdem er wegen Unzucht angeklagt und freigesprochen worden war, führte zur Spaltung der Berner Arbeiterbewegung;[4] 1897–1920 Berner Stadtrat, 1897–1922 Grossrat Kanton Bern [Legislativen], 1908 Schweizer Vertreter im Internationalen Sozialistischen Büro in Brüssel, 1909 Präsident der Berner SP;[17] Financier der russischen Revolution, Freund Lenins, Ehrenbürger der Sowjetunion)[18]
- 1907–1908: Philipp Meister und Johann Hüppy (abwechslungsweise)
- 1908–1909: Philipp Meister
- 1909–1918: Robert Grimm (zuvor Arbeitersekretär in Basel; bereits als Redaktor des Basler Vorwärts[19] gewählt, entschied er sich für die Berner Tagwacht; Buchdrucker, 1907–1909 Grossrat Kanton Basel-Stadt, 1909–1918 Berner Stadtrat, 1910–1938 Grossrat Kanton Bern [Legislativen], 1918–1938 Berner Gemeinderat, 1938–1946 erster sozialdemokratischer Regierungsrat des Kantons Bern [Exekutiven], 1911–1919 Nationalrat für den Kanton Zürich, 1920–1955 Nationalrat für den Kanton Bern [1926 Vizepräsident, 1946 Präsident, 1936–1945 Präsident der sozialdemokratischen Fraktion], 1911–1943 Präsident der SP des Kantons Bern [Geschäftsleitungsmitglied bis 1958], 1915–1917 und 1919–1936 Mitglied der Geschäftsleitung der SP Schweiz; 1946–1953 Direktor der Bern-Lötschberg-Simplon-Bahn[20])
- 1918–1948: Hans Vogel (zuvor Bundeshauskorrespondent der sozialdemokratischen Presse; Glarner, 1917–1936 Mitglied der Geschäftsleitung der SPS, 1922–1947 Berner Stadtrat, 1926–1938 Grossrat Kanton Bern [Legislativen])[21]
- 1948–1954: Ernest Bütikofer (Lehrer aus Biel, Präsident der SP Biel, Bieler Stadtrat [Legislative], 1919–1930 Sekretär der SP des Kantons Bern, 1918–1932 Grossrat Kanton Bern [Legislative, 1931–1932 Präsident], 1925–1928 Nationalrat; trat 1930 in die Redaktion ein)[22]
- 1955–1964: Alfons Scherrer (zuvor Mitarbeiter im Rechtsbüro der Schweizerischen Volksbank in Biel, Zentralsekretär des Verbandes der Handels-, Transport- und Lebensmittelarbeiter VHTL, nach dem Rücktritt als Chefredaktor Amtsrichter; 1950–1964 Grossrat Kanton Bern [Legislative], trat 1948 in die Redaktion ein, «tat sich mit dem linken und intellektuellen Flügel der SP schwer»)[6]
- 1964–1968: Kurt Schweizer (schrieb schon als Student für die Berner Tagwacht, trat 1948 in die Redaktion ein [ab 1955 zeichnender Redaktor]; 1955 Berner Stadtrat [Legislative], 1968–1984 Berner Gemeinderat [Exekutive])
- 1968–1969: Hermann Battaglia[3] (zuvor Redaktor der St. Galler Volksstimme, später Chefredaktor der Berner Nachrichten und der Coopzeitung sowie Präsident des Publikumsrats der SRG Deutschschweiz)
- 1970–1996: Richard Müller[3][2] (zuvor Bundeshausredaktor, blieb nach seinem Rücktritt ständiger Mitarbeiter der Zeitung)
- 1996–1997: Michael Kaufmann (zuvor Bundeshausredaktor, 1992–2004 Grossrat Kanton Bern [Legislative], 2004–2011 Vizedirektor des Bundesamtes für Energie, ab 1995 Vizepräsident der Swiss Jazz School in Bern, seit 2011 Direktor der Musikhochschule Luzern)

Weitere Mitglieder der Redaktion waren u. a. Friedrich Heeb (1909–1918, vertrat Robert Grimm bei dessen Abwesenheit als verantwortlicher Redaktor), Paul Meinen (war Mitte Oktober 1918 nach dem Austritt von Robert Grimm aufgrund von dessen Wahl zum Gemeinderat bis Februar 1919 zusammen mit Hans Vogel verantwortlicher Redaktor), Josef Belina (vertrat 1919 für einen Monat Hans Vogel als verantwortlicher Redaktor), Anton Pannekoek, Robert Bolz (1920–1930, vertrat mehrmals Hans Vogel bei dessen Abwesenheit als verantwortlicher Redaktor), Herbert Hess («Herberteuse»), Franz Welte, für den Literaturteil Carl Albert Loosli (bis 1909) und für Wirtschaftsfragen der frühere SP-Bundesrat Max Weber (1955–1974; 1968 übernahm er nach der Wahl Schweizers zum Gemeinderat und vor der Ernennung Battaglias interimsweise für neun Monate die Chefredaktion). Als Kunst- und Musikkritiker arbeitete Hermann Rupf 1909–1932, als freie Journalisten u. a. Albert Steck, Friedrich Siebenmann, Nikolaus Wassilieff, Karl Hakenholz, Eugen Münch (ab 1900), Tobias Akselrod, Karl Radek (1914–1918, unter dem Pseudonym «Parabellum»), Eduard Weckerle, Alfred Fankhauser, Emmy Moor und Paul Jakob Müller («Paolo», Zeichner) für die Berner Tagwacht.